# Fator ônibus

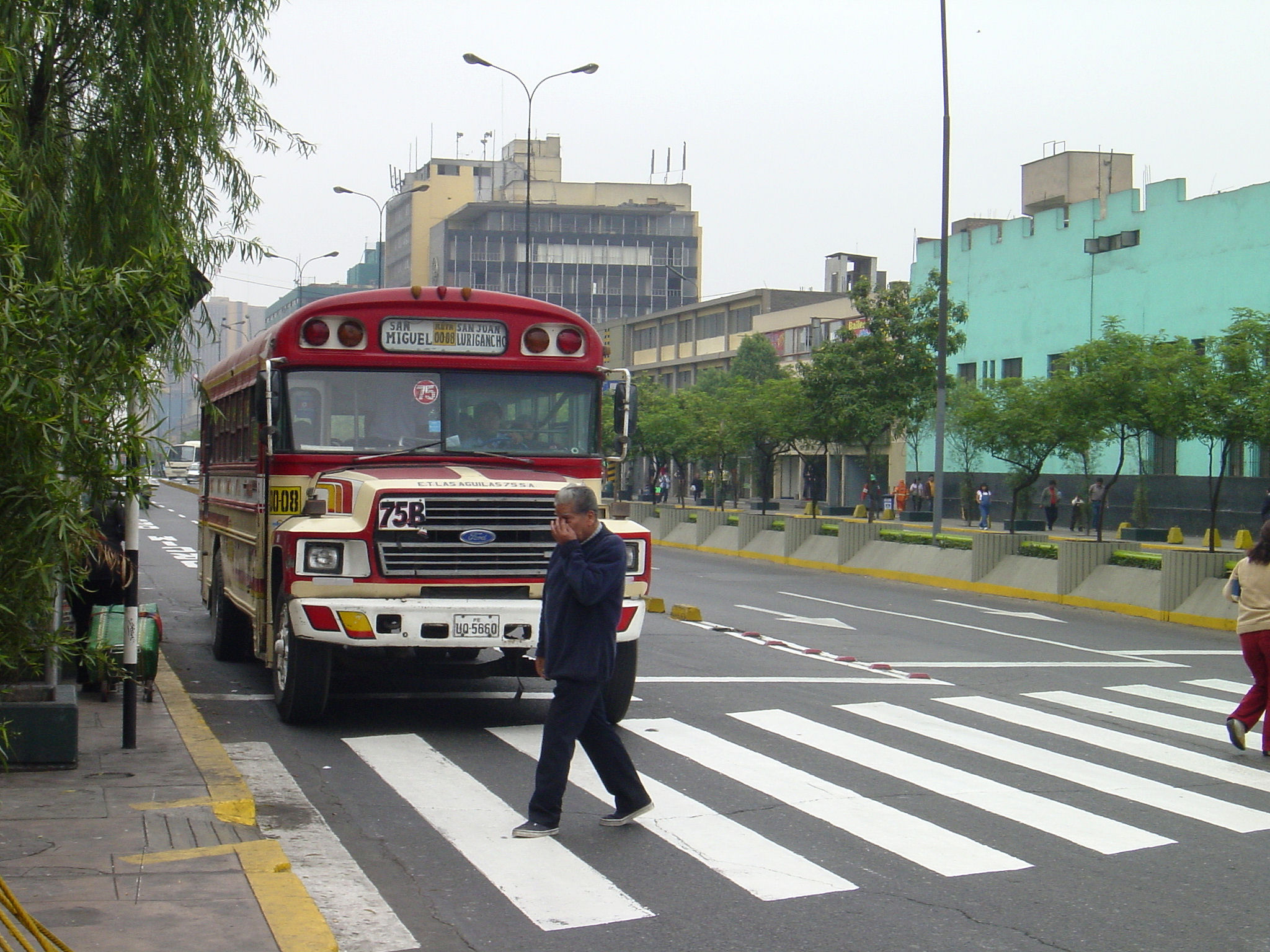
O projeto irá fracassar se um dos membros for atropelado por um ônibus?

O fator ônibus, em uma equipe, é uma medida de risco resultante da informação e/ou habilidades de um indivíduo não estarem sendo compartilhadas com os demais integrantes. O nome vem da frase "caso ele seja atropelado por um ônibus", sendo também conhecido como fator loteria e fator caminhão. O conceito aplica-se ao risco de se perder pessoas chave ou insubstituíveis numa equipe, e é aplicado principalmente no desenvolvimento de software.